# Ким Ён Хо
Ким Ён Хо (кор. 김영호?, 金永浩?, р.9 апреля 1971) — южнокорейский фехтовальщик-рапирист, олимпийский чемпион, призёр чемпионатов мира. Первый в истории представитель Азии, завоевавший золотую олимпийскую медаль в фехтовании.

## Биография
Родился в 1971 году в Нонсане. В 1992 году принял участие в Олимпийских играх в Барселоне, где занял 8-е место в командном первенстве и 37-е — в личном. В 1996 году принял участие в Олимпийских играх в Атланте, где занял 7-е место в командном первенстве и 8-е — в личном. В 1997 году стал серебряным призёром чемпионата мира. На чемпионатах мира 1998 и 1999 годов завоёвывал бронзовые медали. В 2000 году стал чемпионом Олимпийских игр в Сиднее в личном первенстве.